# ライ (チャド)
ライ(Laï)はチャドの都市。ロゴーヌ川沿いにあるタンジレ州の州都である。

## 人口
| 年   | 人口   |
| ---- | ------ |
| 1993 | 14 272 |
| 2008 | 20 428 |

## 交通

### 空港
ライ空港が所在する。